# زیتون (خفر)
زیتون، روستایی در دهستان گل برنجی بخش مرکزی شهرستان خفر در استان فارس ایران است.

## جمعیت
بر پایه سرشماری عمومی نفوس و مسکن در سال ۱۳۹۵، جمعیت این روستا برابر با ۱۹۷ نفر (۶۲ خانوار) بوده است.